# Antonio José Martínez Palacios

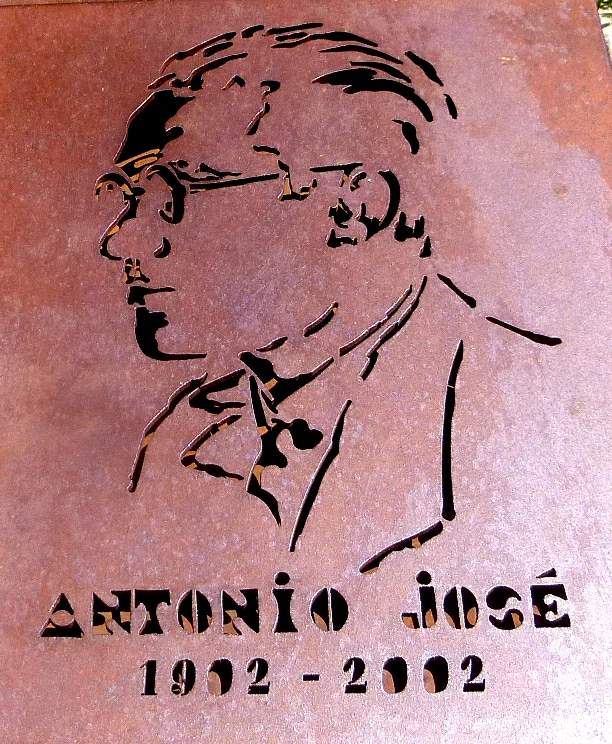
Antonio José Martínez Palacios

Antonio José Martínez Palacios (Burgos, 12 december 1902 - Estépar, 11 oktober 1936), was een Spaans componist. Zijn achternamen Martínez Palacios liet hij later achterwege, waardoor hij vooral bekend is als Antonio José. Hij is aan het begin van de Spaanse Burgeroorlog gefusilleerd door de falangisten.

## Leven
Antonio José Martínez Palacios werd in 1902 geboren in Burgos, als zoon in een eenvoudige familie. Zijn vader, Rafael Martínez Calvo, was banketbakker. Zijn moeder, Ángela Palacios Berzosa, kwam uit Ibeas de Juarros.
Hij componeerde, nauwelijks 13 jaar oud, in 1915 Cazadores de Chiclana. In 1920 ging hij naar een conservatorium in Madrid. Als leerling componeerde hij aldaar in 1921 de Sonata castellana, een werk voor piano dat later de basis werd van zijn Sinfonía castellana uit 1923. Ook uit 1921 stamt zijn werk Poemas de juventud dat de eerste prijs in een concours kreeg en twee jaar later werd gepubliceerd.
In Madrid raakte hij bevriend met García Lorca en begon hij en zijn muziek een redelijke bekendheid te krijgen.
Antonio José begon 1924 met de compositie van Danza de bufones en de Danzas burgalesas. Van 1925 tot 1929 doceerde hij aan het college "San Estanislao" in Málaga, waardoor hij meer kon componeren. Daar schreef hij zijn Danza burgalesa n.º 4. In 1927, won hij met de Sonata gallega opnieuw een prijs en werd er meer werk van hem gepubliceerd, o.a. "Evocaciones".
Met een beurs van de gemeente Burgos kon Antonio José in de zomers van 1925 en 1926 in Parijs studeren. Daar begon hij met de compositie van de opera El mozo de mulas, waarvan het thema gebaseerd is op enkele hoofdstukken uit de Don Quichot.
In 1929, terug in Burgos, was Antonio José koordirigent en muziekdocent. Met een van zijn leerlingen onderzocht hij folkloristische themas en volksmuziek. Uit deze periode stamt het bekende Himno a Castilla. Ook resulteerde dit onderzoek in de verzameling volksliederen uit Burgos, Colección de cantos populares burgaleses dat verscheen 1932 en bekroond werd met de Premio Nacional de Música (Spaanse nationale muziekprijs).
Antonio José begon langzamerhand internationale bekendheid te krijgen. Hij raakte bevriend met Salvador Dalí. Maurice Ravel heeft over Antonio José gezegd: "Hij wordt de Spaanse componist van onze eeuw.". Op 18 juli 1936 werd Antonio José gevangengezet en op 11 oktober 1936 werd hij gefusilleerd, nabij Estépar, 20 kilometer van Burgos.
Zijn muziek is daarna enigszins in de vergetelheid geraakt, maar wordt nu langzamerhand herontdekt en vaker uitgevoerd. Zijn Sonata para guitarra, geschreven in 1933 maar pas in 1990 gepubliceerd, wordt gerekend tot de meest delicate werken voor gitaar in de 20ste eeuw.

## Composities
- Cazadores de Chiclana (1915)
- Danza de los bufones (1920)
- Poemas de juventud (1921)
- Sonata castellana (1921)
- Sinfonía castellana: bestaande uit «El campo», «Paisaje de atardecer», «Nocturno» en «Danza Burgalesa».
- Danzas burgalesas (1924 en 1928)
- Evocaciones (1926)
- Suite ingenua (1928), voor orgel, ook georkestreerd voor piano en strijkorkest
- Sonata gallega (1929)
- Himno a Castilla (1929)
- Cuatro canciones populares burgalesas (1931)
- Tres cantigas de Alfonso X (1932)
- Cinco coros castellanos (1932)
- Sonata para guitarra (1933)
- El mozo de mulas, opera, niet voltooid
- Marcha para soldados de plomo

- Bibsys: 6016693
- Biblioteca Nacional de España: XX1112396
- Bibliothèque nationale de France: cb13979244x (data)
- Catàleg d'autoritats de noms i títols de Catalunya: 981058520102706706
- Gemeinsame Normdatei: 124881157
- International Standard Name Identifier: 0000 0001 1768 8356
- Library of Congress Control Number: n81067229
- MusicBrainz: afdcafce-2304-462d-bb6d-49ce648f857c
- Virtual International Authority File: 69123795
- WorldCat: E39PBJvt4MWYjfh6JT47mQ6HYP